# کله (بروجرد)
کله روستایی است از توابع شهرستان بروجرد در استان لرستان. این روستا در دهستان دره‌صیدی در بخش مرکزی این شهرستان قرار دارد. 

## جمعیت
بنابر سرشماری مرکز آمار ایران، جمعیت کله در سال ۱۳۹۵ برابر با ۹۲ نفر بوده‌است که از این میان ۴۸ نفر مرد و بقیه زن بوده‌اند. این روستا ۲۹ خانوار دارد.